# Karin Ingmarsdotter
Karin Ingmarsdotter, auch bekannt unter dem deutschen Zweittitel Die Karin vom Ingmarshof, ist ein schwedischer Stummfilm aus dem Jahre 1919. Regie bei diesem zweiten Teil einer opulenten, vierteiligen Filmsaga (1918 bis 1926) nach einer Romanvorlage von Selma Lagerlöf führte Victor Sjöström.

## Handlung
Parallel zu der Geschichte rund um die Ingmarssöhne wird auch die der Karin Ingmarsdotter erzählt.
Die Tochter des Großbauern Groß-Ingmar wird vom jungen Halfvor intensiv umworben, da dieser sich einiges von der Ehe mit ihr verspricht. Groß-Ingmar ist bereit, ihm Karins Hand zu übergeben, sollte der Bräutigam in spe nicht wie sein Vater werden: ein Trunkenbold. In der von Groß-Ingmar anberaumten Probezeit wird Halfvor einmal schwach und greift zur Flasche. Daraufhin platzen seine Träume, und Karin heiratet Elias.
Doch Karin gerät vom Regen in die Traufe, ihre Entscheidung soll sich als grundfalsch erweisen. Während Halfvors Ausrutscher tatsächlich einmalig bleibt, rutscht Elias rasch in den Alkoholismus ab. Dann stirbt auch noch Familienvorstand Groß-Ingmar, und Elias wird neuer Großbauer. Schließlich bekommt Karin einen Stammhalter, einen weiteren Ingmarssohn. Um ihn nicht der Gegenwart des versoffenen Ehemannes auszusetzen, gibt Karin Klein-Ingmar ins Schulheim ab. Dort wächst er gemeinsam mit Gertrud auf, der Tochter des Schulmeisters. Nach einem schweren Unfall wird Elias bettlägerig. Als Elias schließlich stirbt, ist ihr Weg zu Halfvor frei, und beide kommen zusammen.

## Produktionsnotizen
Der 1919 gedrehte Film erlebte am 2. Februar 1920 seine Welturaufführung. Die Filmbauten entwarf abermals Axel Esbensen.

## Kritiken
Reclams Filmführer schrieb zu „Karin Ingmarsdotter“: „Der Film war nicht so erfolgreich wie sein Vorgänger Ingmarssönerna (1918). Zeitgenössische Kritiken lobten zwar wieder die Außenaufnahmen, die Harmonie von Mensch und Natur. Dagegen wurde bemängelt, daß der Rest des Films zu theatralisch geraten sei. Sjöström konnte seinen Plan, den gesamten Roman von Selma Lagerlöf zu verfilmen, nicht durchführen. Die beiden fehlenden Teile drehte an seiner Stelle Gustaf Molander.“
Kay Wenigers Das große Personenlexikon des Films erinnerte in Sjöströms Biografie daran, dass dessen Literaturverfilmungen in den ausgehenden 1910er Jahren dem schwedischen Kino Weltgeltung brachten.